# Parco nazionale Onon-Balž
Il parco nazionale Onon-Balž (in mongolo Онон Балж) copre due settori della valle dell'Onon, che scorre in direzione nord dalla Mongolia alla Russia. Si trova nella zona di transizione tra le foreste di conifere siberiane del nord, la steppa della Dauria e la steppa alberata della Mongolia. L'area presenta una biodiversità relativamente elevata ed è anche importante da un punto di vista storico e culturale per la sua associazione con Gengis Khan. Il parco si trova all'estremità nord-orientale della provincia del Hėntij, 280 km a nord-est di Ulan Bator.

## Geografia
Il parco copre una regione di media montagna nel punto in cui confluiscono i due fiumi Onon e Balž. L'altitudine va dagli 840 metri del fiume Onon ai 1568 del monte Kentsuu. Le montagne hanno generalmente cime arrotondate e pendii dolci.

## Clima
Il clima della regione è di tipo semiarido freddo (BSk secondo la classificazione dei climi di Köppen), un clima caratteristico delle steppe limitrofe a zone caratterizzate da climi desertici umidi, dove le precipitazioni di solito sono superiori all'evapotraspirazione. In almeno un mese la temperatura media è inferiore a 0 °C. Il parco si trova nell'estensione meridionale dell'ecoregione della foresta di conifere della Transbajkalia.

## Flora e fauna
La vegetazione varia a seconda della vicinanza ai fiumi – dove si sviluppano boschetti di salici e foreste ripariali – e con l'altitudine – le montagne sono rivestite da steppa e steppa alberata. Le foreste sono caratterizzate da pini e larici. Una minaccia significativa per l'habitat del parco è attualmente rappresentata dagli incendi boschivi. Tra gli uccelli che si riproducono nel parco ricordiamo il falco grillaio (Falco naumanni) e specie rare come l'oca cigno (Anser cygnoides) e la gru dal collo bianco (Antigone vipio). Tra i mammiferi sono presenti il citello della Dauria e il cane procione.